# Amsterdam (schip, 1990)

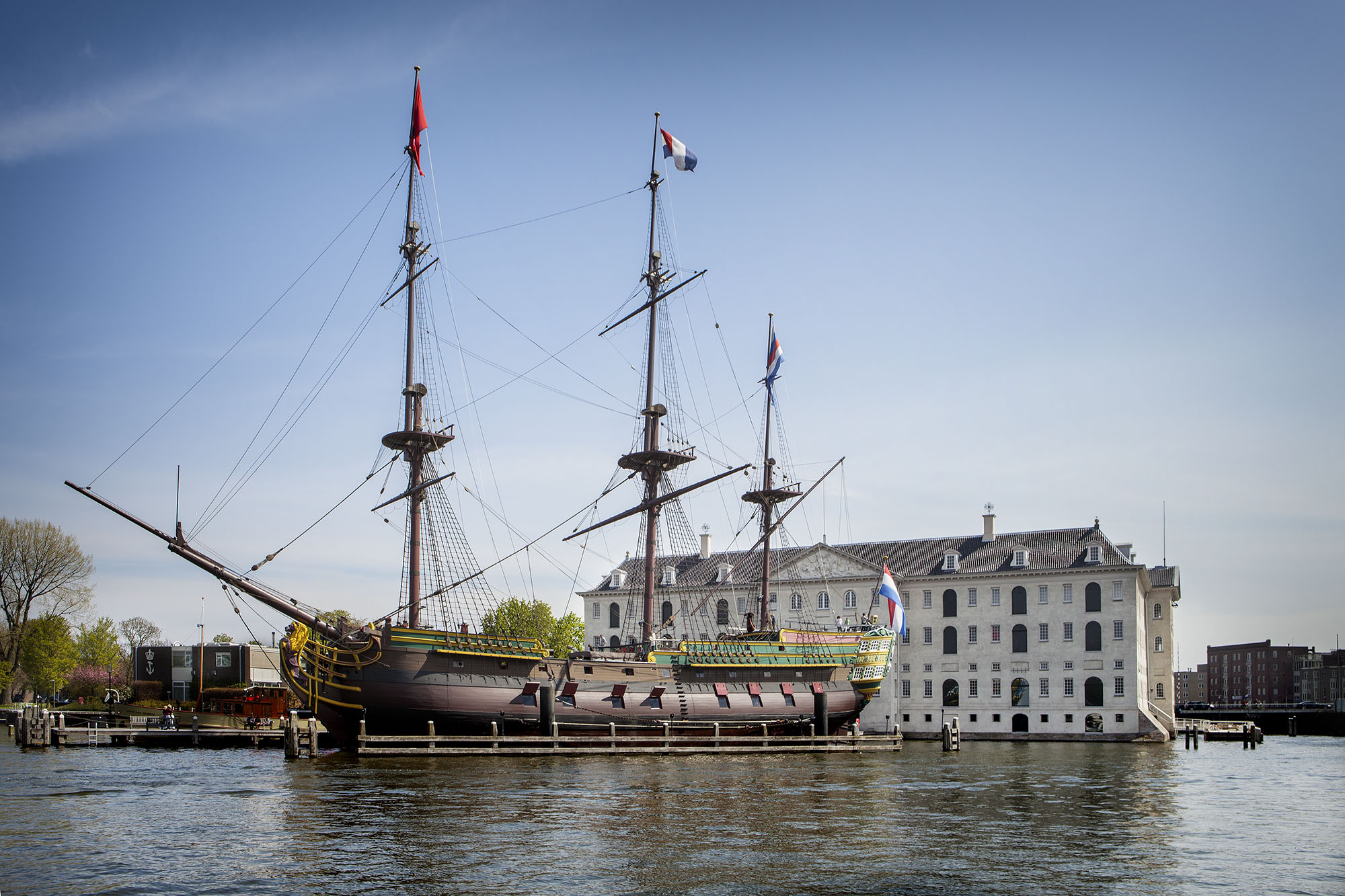
Replica van de Amsterdam voor Het Scheepvaartmuseum (Amsterdam)

De Amsterdam uit 1990 is een replica van het gelijknamige spiegelretourschip van de Vereenigde Oostindische Compagnie (VOC). Toen aan het eind van de 20e eeuw de interesse voor de historie van de VOC en haar rol in de geschiedenis van Nederland toenam, ontstonden plannen om VOC-schepen na te bouwen. Een van die schepen is de Amsterdam. Tussen 1982 en 1990 werd hiervan uit irokohout een replica gebouwd door 400 vrijwilligers van de Stichting Amsterdam Bouwt Oostindiëvaarder (SABO). Deze replica ligt sinds 1990 aan de steiger van Het Scheepvaartmuseum te Amsterdam, het vroegere 's Lands Zeemagazijn.
In 1982 werd begonnen met de bouw van een replica op een terreintje langs het IJ. Als bouwmeester werd Cees van de Meer aangesteld. Hij was de enige betaalde "vrijwilliger". Aanvankelijk was het de bedoeling van de Stichting "Amsterdam bouwt Oost-Indiëvaarder" om alleen de romp te bouwen als educatief project over de VOC-tijd. Al in de eerste twee jaren ontstond bij het toenmalige vrijwilligersbestuur de gedachte om een volledig zeewaardig schip te bouwen. Daarvoor was een andere benadering van de organisatie, financiering, en exploitatie nodig. 
In 1990 werd de "NV Amsterdam bouwt Oost-Indiëvaarder" door het Stichtingsbestuur "verkocht" aan het Scheepvaartmuseum met het schip als eigendom voor ƒ 1 en trad het stichtingsbestuur af.
In de periode daarvoor werd tezamen met Sail Amsterdam 1990 besloten dat de Amsterdam zou meevaren voorop bij de Sail-intocht van IJmuiden naar Amsterdam op 9 augustus 1990. Hetgeen geschiedde onder gezag van oud-marinekolonel Joop Voet, met onder anderen premier Lubbers en vele anderen aan boord. Uiteraard beschikte het schip daarbij over alle vereiste vergunningen als passagiersschip.
Direct na de Sail voer de Amsterdam naar Scheveningen, alwaar een commerciële sponsor een week lang zijn klanten aan boord kon ontvangen. Heel veel werk op het gebied van financiën, vergunningen, contracten, etc. werd verzet door Piet van de Werf, vicevoorzitter, destijds directeur bij ABNAMRO in Amsterdam.
Scheepsgegevens van de replica:
- Lengte van de kiel: 42,5 m

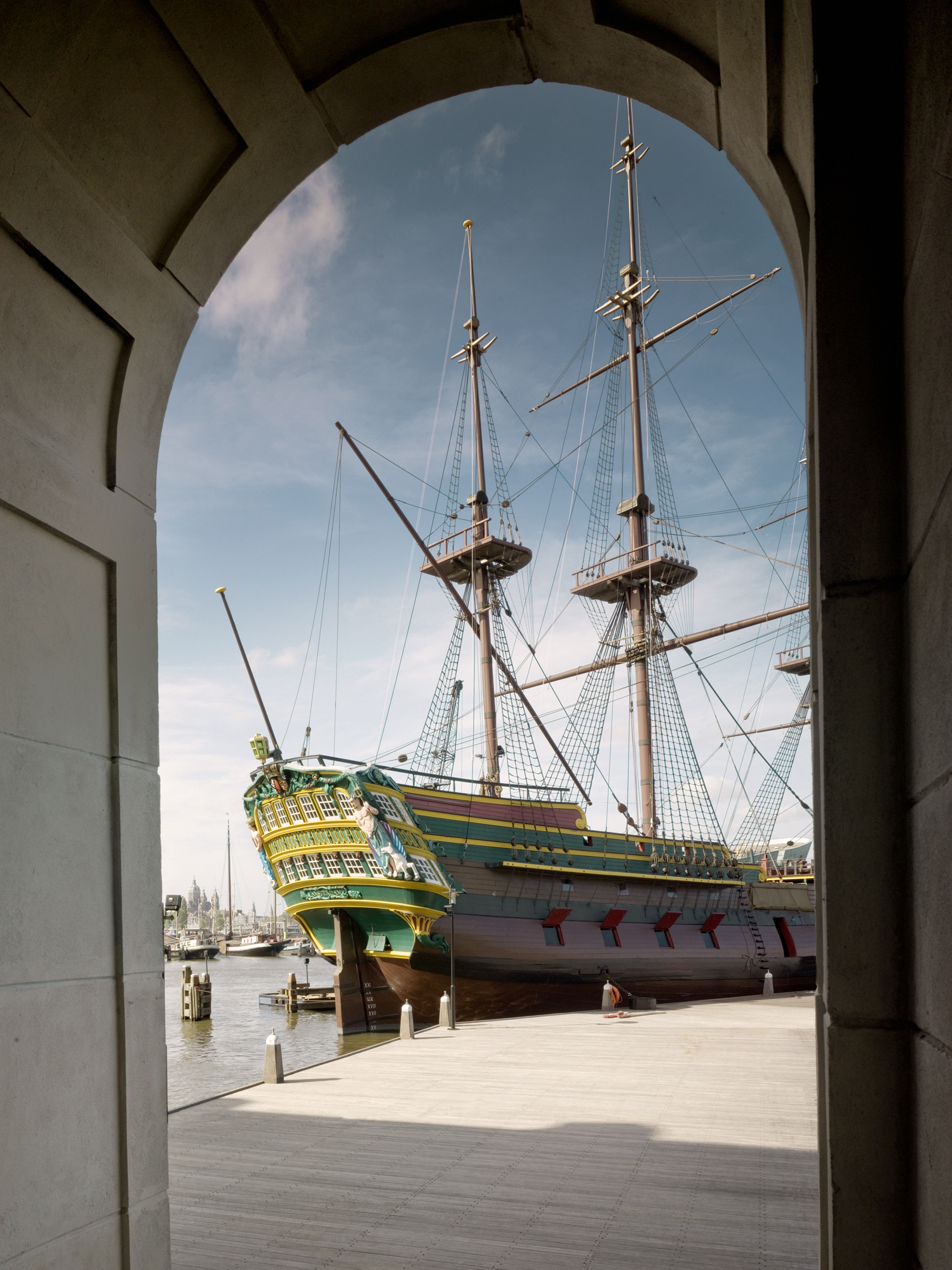
Uitzicht op de replica van de Amsterdam vanuit Het Scheepvaartmuseum.

- Lengte van boegspriet tot spiegel: 48 m
- Breedte: 11,5 m
- Diepgang: 5,5 m
- Hoogte: 56 m
- Waterverplaatsing: 1.100 ton
- Aantal kanonnen: 16

## Fotogalerij

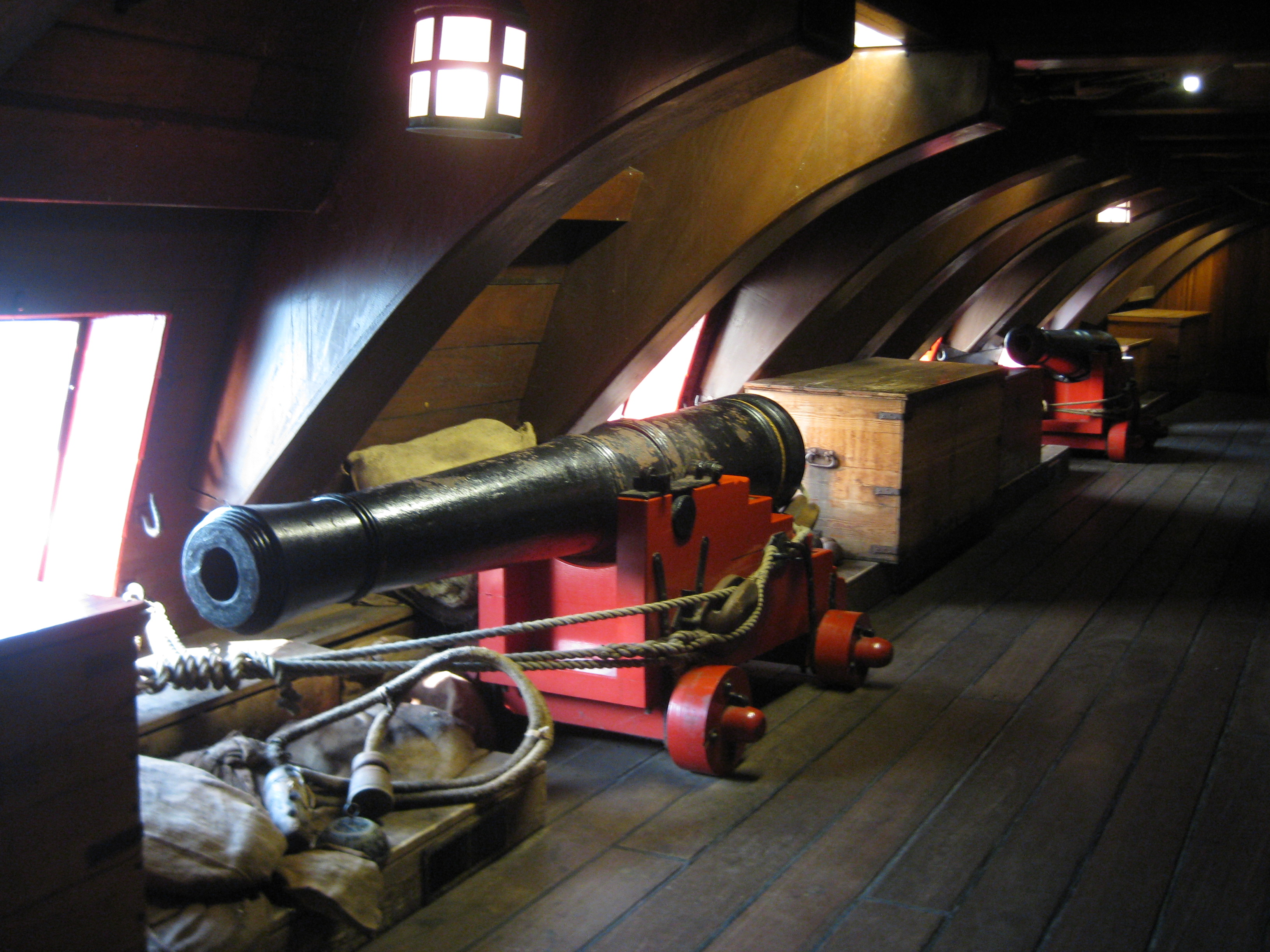
Interieur
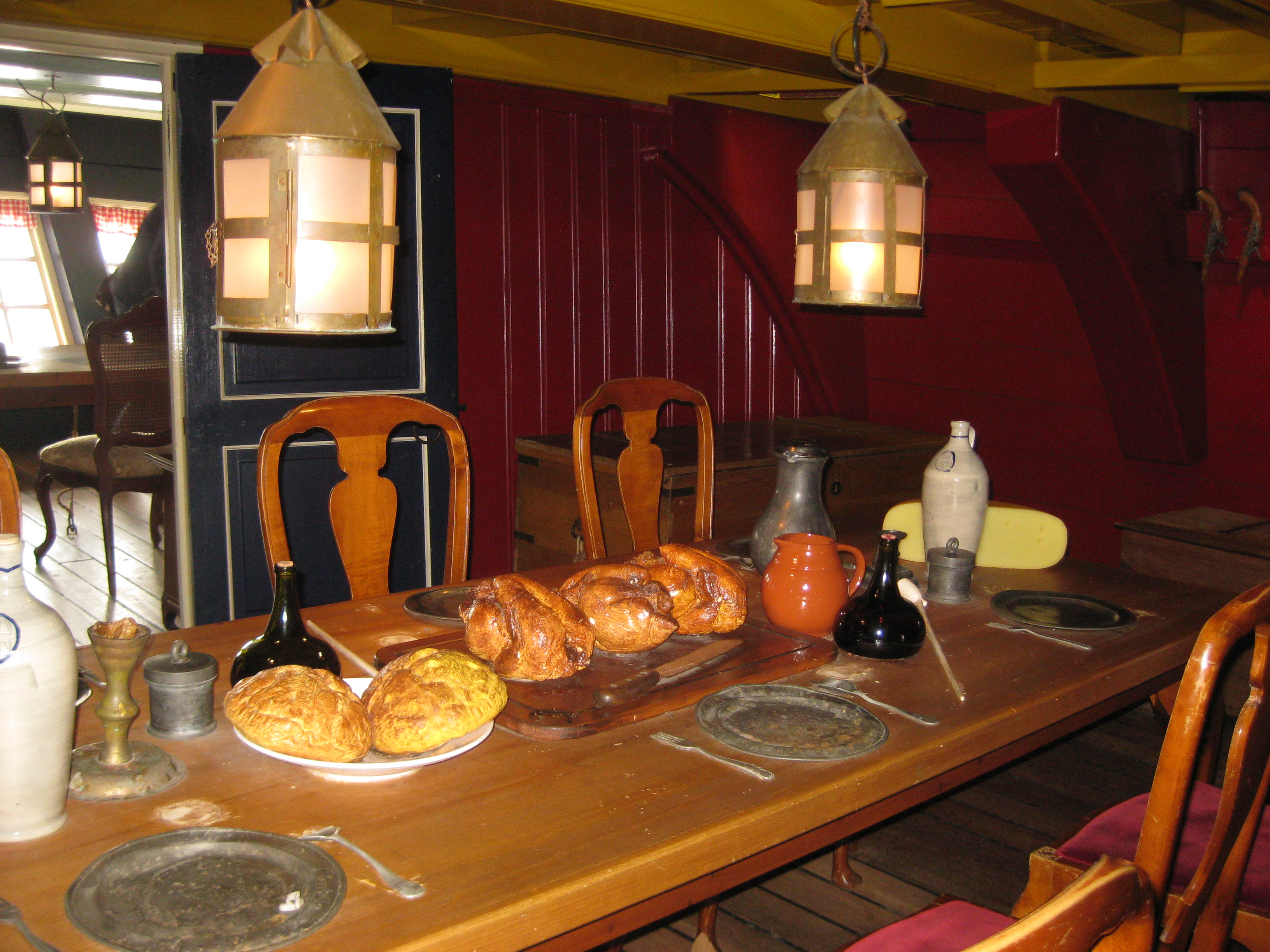
Kapiteinskamer
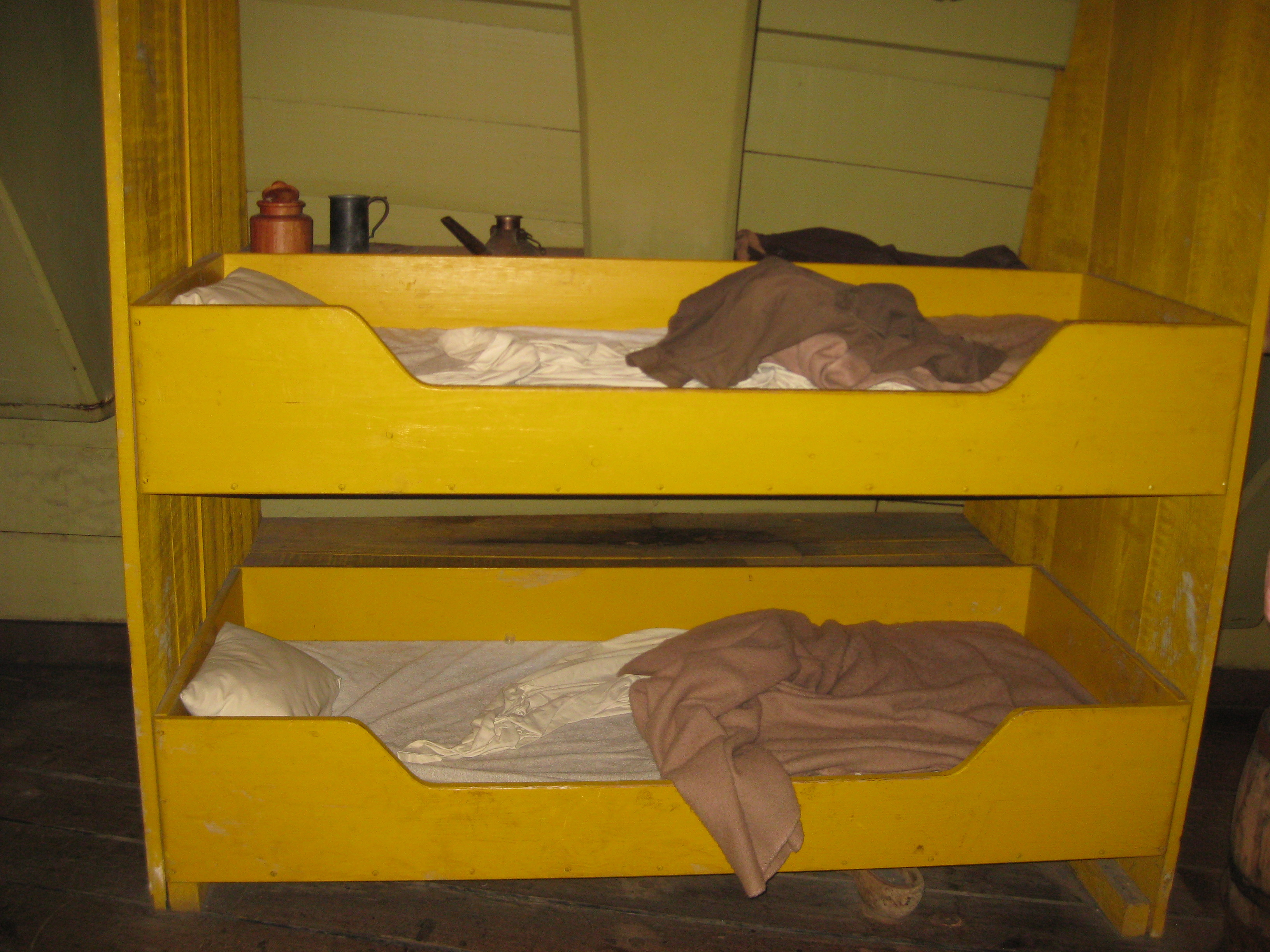
Slaapkooien
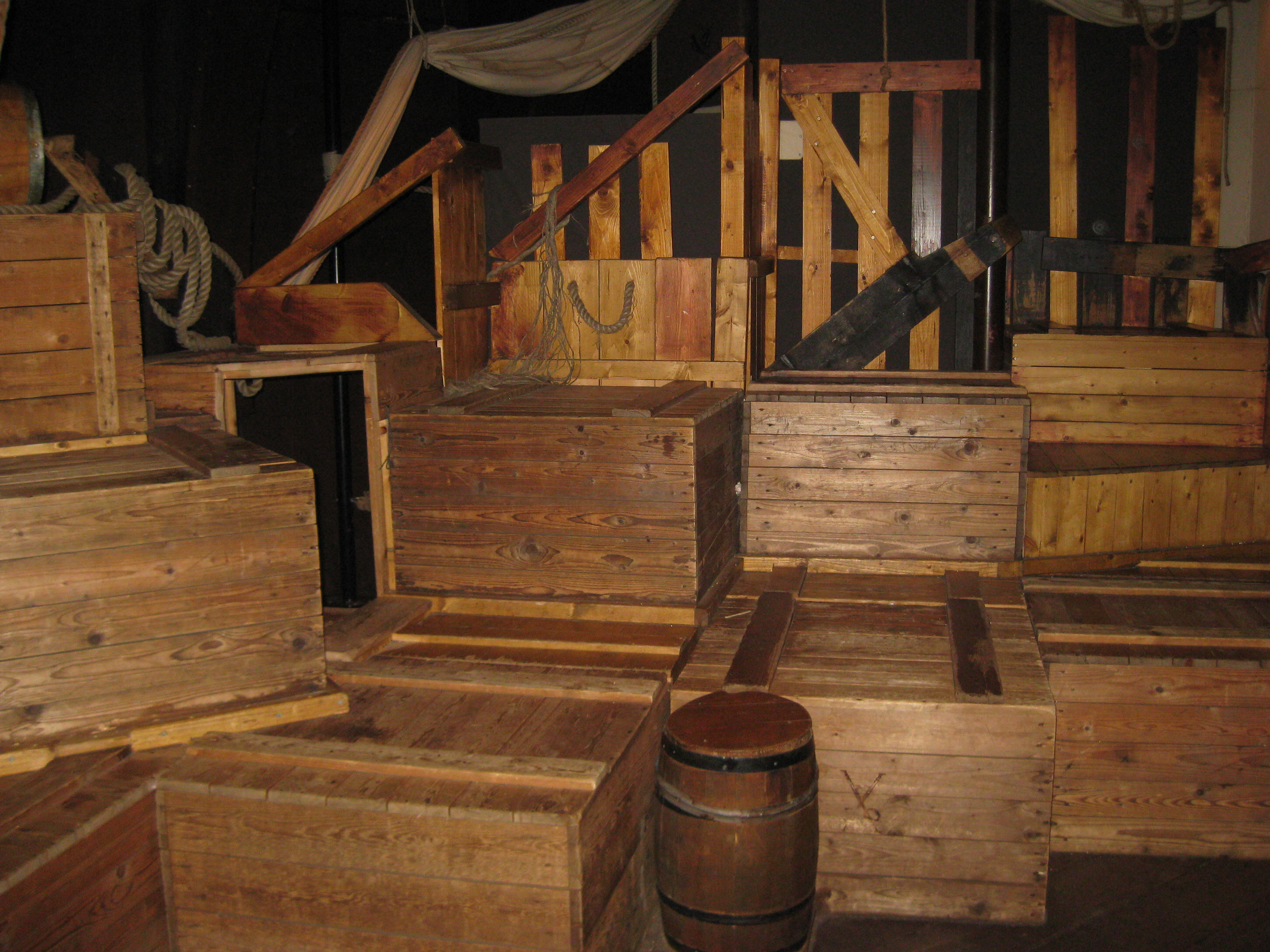
Laadruimte